# Cixius adornata
Cixius adornata är en insektsart som beskrevs av Logvinenko 1974. Cixius adornata ingår i släktet Cixius och familjen kilstritar. Inga underarter finns listade i Catalogue of Life.